# 下齿芝麻蜗牛
下齿芝麻蜗牛（学名：Diplommatina inferocusps），是中腹足目芝麻蜗牛科芝麻蜗属的一种。主要分布于台湾，常栖息在森林下的落叶中。